# Bourguenolles
Bourguenolles est une commune française, située dans le département de la Manche en région Normandie, peuplée de 343 habitants.

## Géographie
La commune est en Bocage normand, aux confins de l'Avranchin, du Coutançais et du Pays saint-lois. Son bourg est à 8 km au sud-ouest de Villedieu-les-Poêles, à 9,5 km à l'est de La Haye-Pesnel et à 16 km au nord-est d'Avranches.
Bourguenolles est dans le bassin de la Sienne, par son affluent l'Airou qui traverse le nord du territoire. Quatre de ses affluents parcourent le territoire communal dont la Plaire (ou rivière de l'Écluse) et le Courion.
Le point culminant (184 m) se situe au sud-est, entre les lieux-dits la Loge Guibert et l'Épine. Le point le plus bas (91 m) correspond à la sortie de l'Airou du territoire, au nord. La commune est bocagère.
| Le Tanu          | La Lande-d'Airou | Villedieu-les-Poêles-Rouffigny |
| Le Tanu, Le Parc | Bourguenolles    | La Trinité                     |
| Le Parc          | Le Parc          | La Trinité                     |

### Hydrographie
La commune est située dans le bassin Seine-Normandie. Elle est drainée par l'Airou, la rivière de l'Écluse, le Courion, le cours d'eau 01 de la Beneurté, le cours d'eau 01 de la Gislière, le cours d'eau 01 des Jaunaies, le cours d'eau 02 de la Josserie, le cours d'eau 04 de la commune de la Trinité et le fossé 03 du Tertre,,.
L'Airou, d'une longueur de 30 km, prend sa source dans la commune de La Trinité et se jette  dans la Sienne à Ver, après avoir traversé douze communes. 

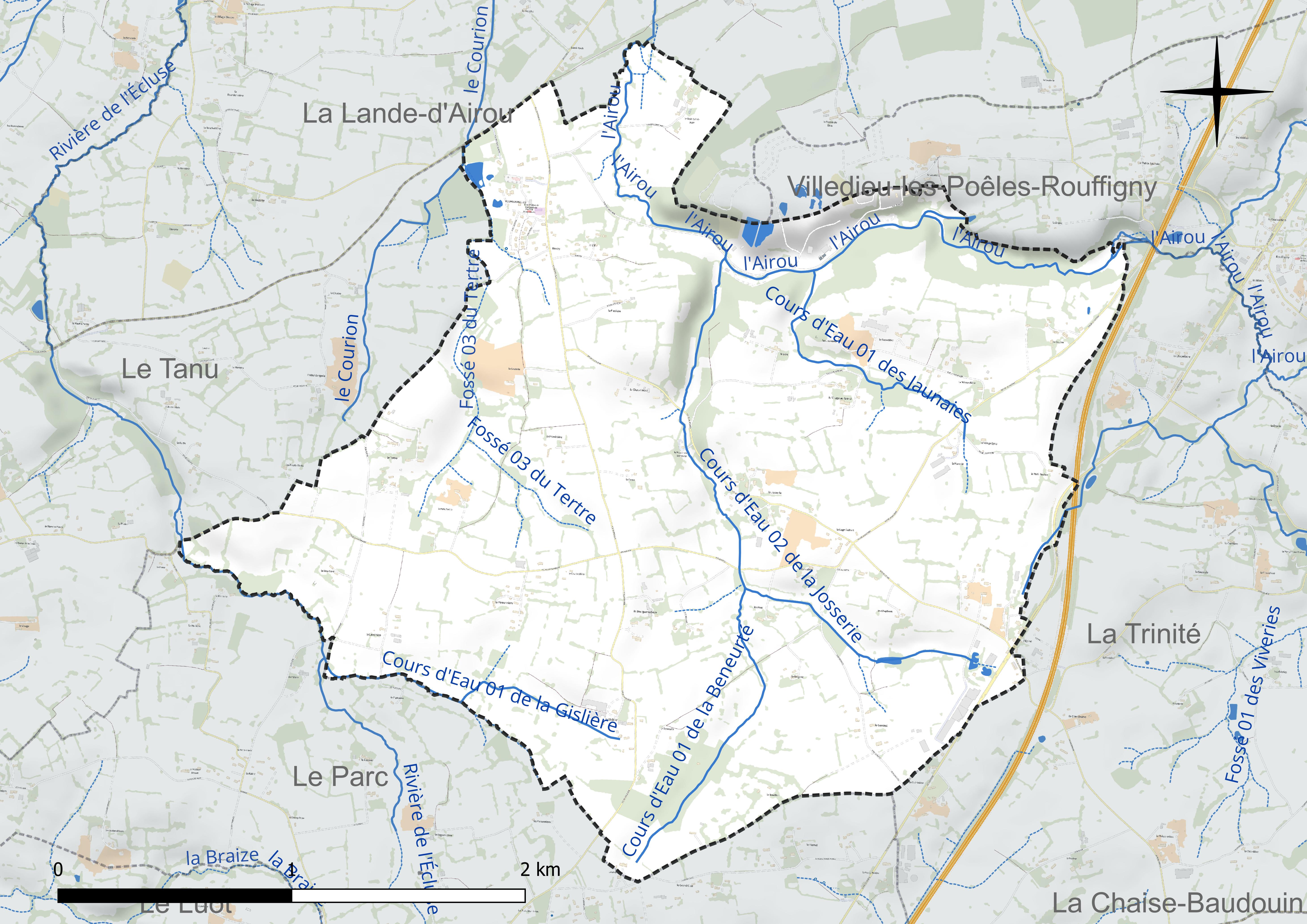
Réseau hydrographique de Bourguenolles.

Un plan d'eau complète le réseau hydrographique : la gravière 1 de la commune de Bourguenolles, d'une superficie totale de 1,1 ha (1 ha sur la commune),.

### Climat
Pour des articles plus généraux, voir Climat de la Normandie et Climat de la Manche.
En 2010, le climat de la commune est de type climat océanique franc, selon une étude du CNRS s'appuyant sur une série de données couvrant la période 1971-2000. En 2020, Météo-France publie une typologie des climats de la France métropolitaine dans laquelle la commune est exposée à un climat océanique et est dans la région climatique  Normandie (Cotentin, Orne), caractérisée par une pluviométrie relativement élevée (850 mm/a) et un été frais (15,5 °C) et venté. Parallèlement le GIEC normand, un groupe régional d'experts sur le climat, différencie quant à lui, dans une étude de 2020, trois grands types de climats pour la région Normandie, nuancés à une échelle plus fine par les facteurs géographiques locaux. La commune est, selon ce zonage, exposée à un « climat contrasté des collines », correspondant au Bocage normand, bien arrosé, voire très arrosé sur les reliefs les plus exposés au flux d'ouest, et frais en raison de l'altitude.
Pour la période 1971-2000, la température annuelle moyenne est de 10,7 °C, avec une amplitude thermique annuelle de 12,1 °C. Le cumul annuel moyen de précipitations est de 999 mm, avec 13,8 jours de précipitations en janvier et 8,9 jours en juillet. Pour la période 1991-2020, la température moyenne annuelle observée sur la station météorologique la plus proche, située sur la commune de Longueville à 19 km à vol d'oiseau, est de 11,9 °C et le cumul annuel moyen de précipitations est de 802,4 mm,. Pour l'avenir, les paramètres climatiques de la commune estimés pour 2050 selon différents scénarios d'émission de gaz à effet de serre sont consultables sur un site dédié publié par Météo-France en novembre 2022.

## Urbanisme

### Typologie
Au 1er janvier 2024, Bourguenolles est catégorisée commune rurale à habitat dispersé, selon la nouvelle grille communale de densité à sept niveaux définie par l'Insee en 2022.
Elle est située hors unité urbaine et hors attraction des villes,.

### Occupation des sols
L'occupation des sols de la commune, telle qu'elle ressort de la base de données européenne d'occupation biophysique des sols Corine Land Cover (CLC), est marquée par l'importance des territoires agricoles (91,5 % en 2018), une proportion sensiblement équivalente à celle de 1990 (91,7 %). La répartition détaillée en 2018 est la suivante : zones agricoles hétérogènes (50,5 %), prairies (41 %), forêts (6,2 %), mines, décharges et chantiers (2,3 %). L'évolution de l'occupation des sols de la commune et de ses infrastructures peut être observée sur les différentes représentations cartographiques du territoire : la carte de Cassini (XVIIIe siècle), la carte d'état-major (1820-1866) et les cartes ou photos aériennes de l'IGN pour la période actuelle (1950 à aujourd'hui).

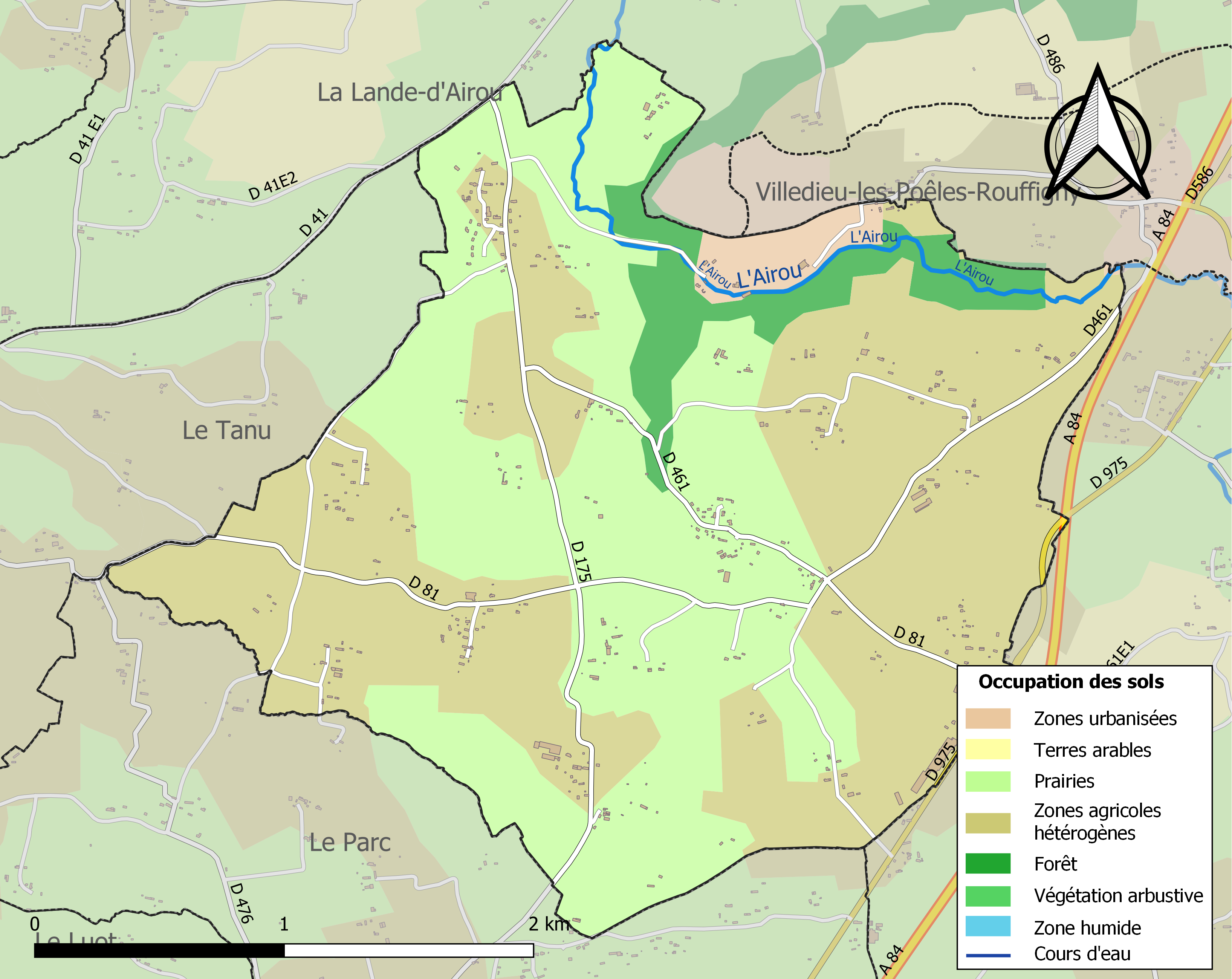
Carte des infrastructures et de l'occupation des sols de la commune en 2018 (CLC).

## Toponymie
Le nom de la localité est attesté sous les formes Bourguegnol vers 1200, Bourguenoles en 1369-1370.
Le toponyme est issu du latin Burgundii, « Burgondes » suffixé de -olla indiquant la présence. L'endroit aurait donc accueilli des Burgondes.
Le gentilé est Bourguenollais.

## Histoire
À la suite d'un diagnostic archéologique en 2003, en relation avec des travaux d'extension de la carrière de Bourguenolles, a été mis en évidence une occupation de l'âge du bronze et du Ier siècle apr. J.-C..
La seigneurie était aux mains de la famille de Bourguenolles, qui s'éteint au XVe siècle. Elle sera reprise par la famille de Grippon qui la conservera jusqu'à la Révolution.
Un Guillaume de Bourguenolles, figure parmi les 119 chevaliers défenseurs du Mont-Saint-Michel pendant la guerre de Cent Ans. Olivier de Longueil († 1470), fils de Catherine de Bourguenolles et de Guillaume de Longueil, gouverneur de Caen et de Dieppe, sera évêque de Coutances de 1453 à 1460.
Robert Chapel (1753-c. 1821), curé de Bourguenolles en 1792 refusa de prêter serment et s'exila à Jersey tout comme son vicaire Yvon, né à Lolif. Louis Yvon, né à Bourguenolles et vicaire à Montviron suivit le même chemin.

## Politique et administration
| Période                                  | Période  | Identité     | Étiquette | Qualité           |
| ---------------------------------------- | -------- | ------------ | --------- | ----------------- |
| 1989                                     | En cours | Daniel Bidet | SE        | Gérant de société |
| Les données manquantes sont à compléter. |          |              |           |                   |

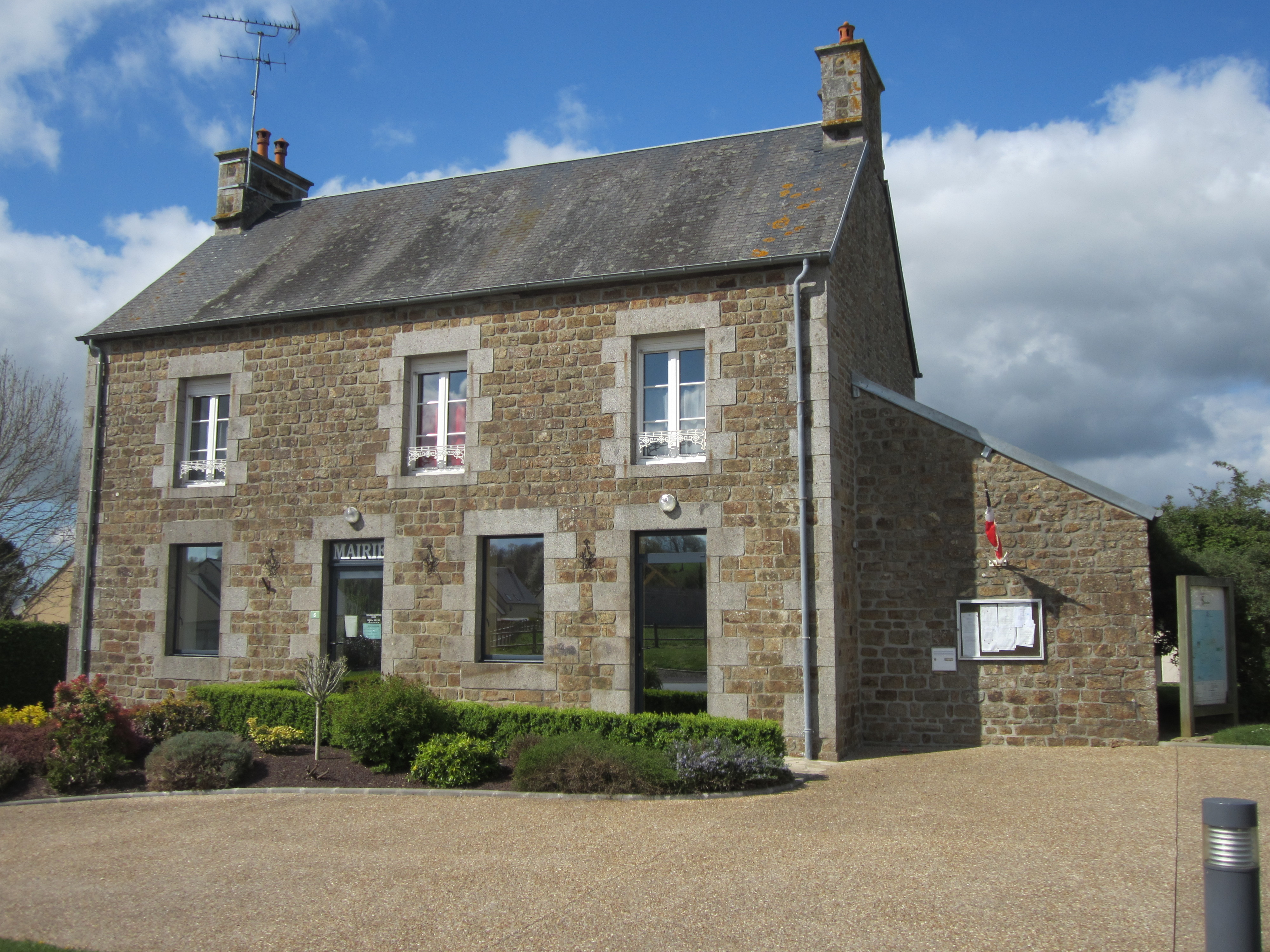
La mairie.

Le conseil municipal est composé de onze membres dont le maire et deux adjoints.

## Démographie
L'évolution du nombre d'habitants est connue à travers les recensements de la population effectués dans la commune depuis 1793. Pour les communes de moins de 10 000 habitants, une enquête de recensement portant sur toute la population est réalisée tous les cinq ans, les populations de référence des années intermédiaires étant quant à elles estimées par interpolation ou extrapolation. Pour la commune, le premier recensement exhaustif entrant dans le cadre du nouveau dispositif a été réalisé en 2004.
En 2022, la commune comptait 343 habitants, en stagnation par rapport à 2016 (Manche : −0,31 %, France hors Mayotte : +2,11 %).
Au premier recensement républicain, en 1793, Bourguenolles comptait 508 habitants, population jamais atteinte depuis.
| 1793 | 1800 | 1806 | 1821 | 1831 | 1836 | 1841 | 1846 | 1851 |
| ---- | ---- | ---- | ---- | ---- | ---- | ---- | ---- | ---- |
| 508  | 478  | 489  | 442  | 461  | 487  | 466  | 499  | 489  |

| 1856 | 1861 | 1866 | 1872 | 1876 | 1881 | 1886 | 1891 | 1896 |
| ---- | ---- | ---- | ---- | ---- | ---- | ---- | ---- | ---- |
| 478  | 465  | 460  | 443  | 424  | 419  | 411  | 404  | 395  |

| 1901 | 1906 | 1911 | 1921 | 1926 | 1931 | 1936 | 1946 | 1954 |
| ---- | ---- | ---- | ---- | ---- | ---- | ---- | ---- | ---- |
| 340  | 348  | 338  | 310  | 320  | 324  | 311  | 324  | 355  |

| 1962 | 1968 | 1975 | 1982 | 1990 | 1999 | 2004 | 2006 | 2009 |
| ---- | ---- | ---- | ---- | ---- | ---- | ---- | ---- | ---- |
| 322  | 256  | 225  | 206  | 250  | 244  | 255  | 261  | 319  |

| 2014 | 2019 | 2022 | - | - | - | - | - | - |
| ---- | ---- | ---- | - | - | - | - | - | - |
| 339  | 345  | 343  | - | - | - | - | - | - |

## Culture locale et patrimoine

### Lieux et monuments
- Église Saint-Barthélemy (XVIe – XVIIIe siècles) avec une tour-porche en façade, bâtie en pierre et ouvertures et chaînage en granit. Elle abrite un maître-autel et autels latéraux (XVIIIe), des fonts baptismaux (XVIIe), un lutrin (XIIIe), une verrière (XXe) de Mazuet et Sagot ainsi que les statues de sainte Marthe (XVe), saint Nicolas (XVIIIe), Crucifixion (XVIIIe)[28].
- Croix de cimetière (XVIIe siècle) en granit, croix de chemin dite de la Chauvinière (XIXe siècle)[28].
- Ancien presbytère près de l'église.

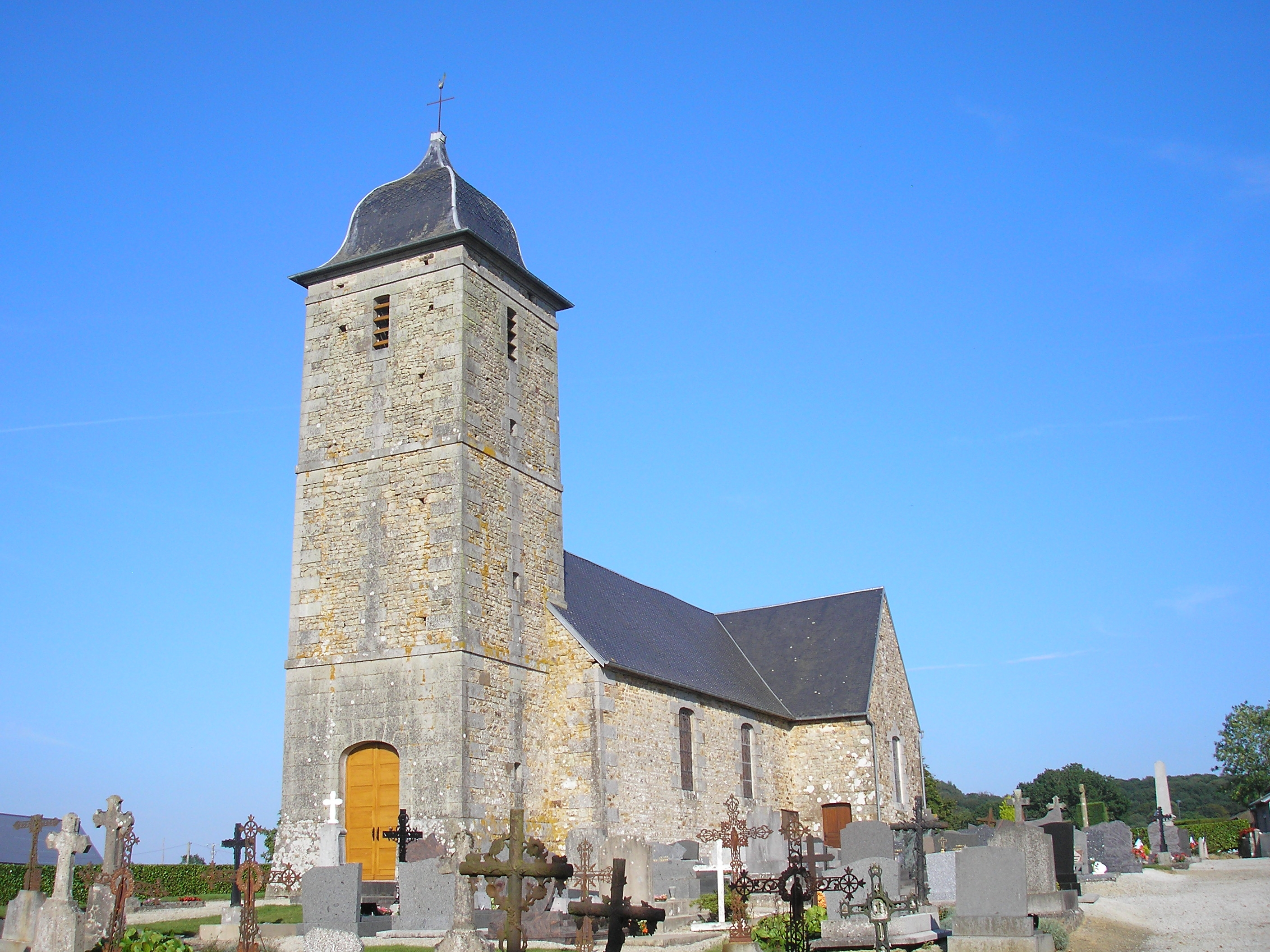
L'église Saint-Barthélemy.
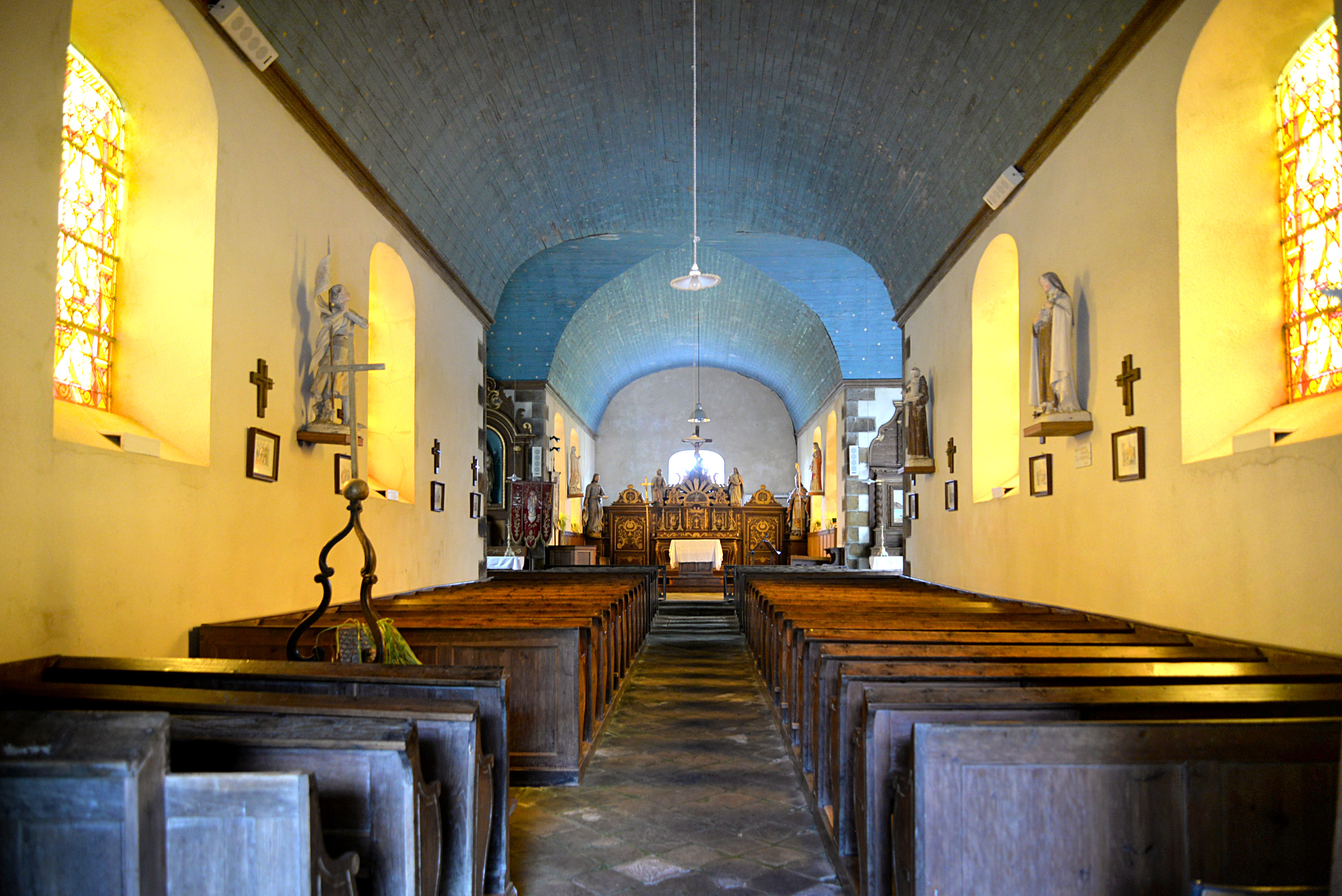
La nef de l'église Saint-Barthélemy.
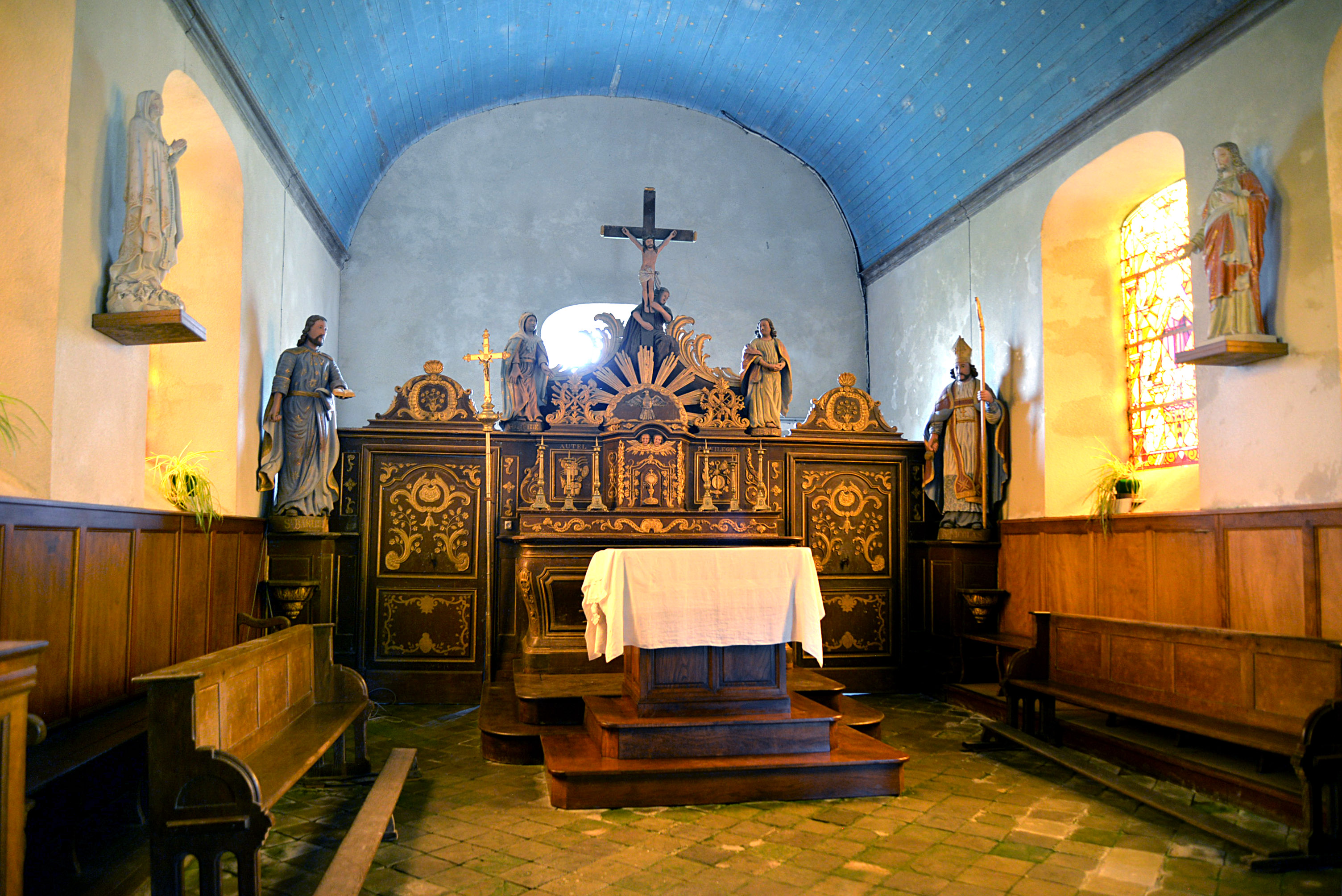
Le chœur de l'église Saint-Barthélemy.

### Activité et manifestations
- Fête de la Saint-Barthélemy avec vide-greniers[35].

### Personnalités liées à la commune
- Guillaume de Bourguenolles défendit Le Mont-Saint-Michel contre les Anglais en 1423 lors de la guerre de Cent Ans[36].